# Beusingsen
Beusingsen ist ein Ortsteil von Bad Sassendorf im nordrhein-westfälischen Kreis Soest.

## Geographie
Das Haufendorf liegt im äußersten Süden der Gemeinde Bad Sassendorf, etwa 5 km südöstlich des Zentrums der Kreisstadt Soest. Zu Beusingsen gehört die Einzelsiedlung Sieplinghof. 
Mehrere Straßen des Ortes werden von Bruchsteinmauern gesäumt, die das Ortsbild prägen. Die Mauerkrone ist zumeist  mit einer Hecke aus Weißdorn, Holunder, Liguster oder Lebensbaum bewachsen. Der Kirch- bzw. Lindenplatz stellt ein gestalterisches Zentrum von Beusingsen dar. Am Sieplinghof im Süden des Ortes sind größere Gehölzbestände vorhanden. Hecken und Obstwiesen sind dort Standort der Fauna. 

## Geschichte
Vor der kommunalen Neugliederung gehörte der Ort zum Amt Lohne.
Seit der Entstehung des alten Ortskerns hat sich seine Grundstruktur und Ausdehnung nur unwesentlich verändert. An den Höfen wurden vereinzelt neue Wohnhäuser errichtet, Neubaugebiete wurden hingegen keine umgesetzt.
Am 1. Juli 1969 wurde Beusingsen nach Bad Sassendorf eingemeindet.

## Politik

### Wappen
Blasonierung: „Aus dreireihig gemauertem grünen Schildfuß wachsend in Silber zwei auswärtsgebogene beblätterte grüne Weißdornzweige mit roten Früchten.“
Auf Initiative des Ausschusses für Schule, Kultur und Sport der Gemeinde Bad Sassendorf wurde in Absprache mit der Bevölkerung für Beusingsen ein Ortswappen gestiftet, das vom HEROLD beurkundet und am 15. März 2013 unter Registriernummer 18NW in die Deutsche Ortswappenrolle aufgenommen wurde. Dieses Wappen wird nach einer vom Stifter erteilten Verfügungsberechtigung vom Ortsvorsteher, von Vereinen, Verbänden u. a. m. als Symbol der örtlichen Identität außerhalb von Amtshandlungen geführt. Gestalter des Wappens ist der Kommunalheraldiker Jörg Mantzsch, der es zur Beurkundung führte.

## Wirtschaft und Infrastruktur
Beusingsen ist heute eine zum Teil landwirtschaftlich geprägte Wohngemeinde. Die wirtschaftliche Struktur hat sich in den letzten Jahren kaum verändert. Während es Anfang der 1960er-Jahre noch 20 landwirtschaftliche Betriebe gab, wurden die meisten gegen Ende des Jahrzehnts aufgegeben.
Etwa ein Kilometer nördlich von Beusingsen liegt eine Anschlussstelle der Bundesautobahn 44.